# Andréos

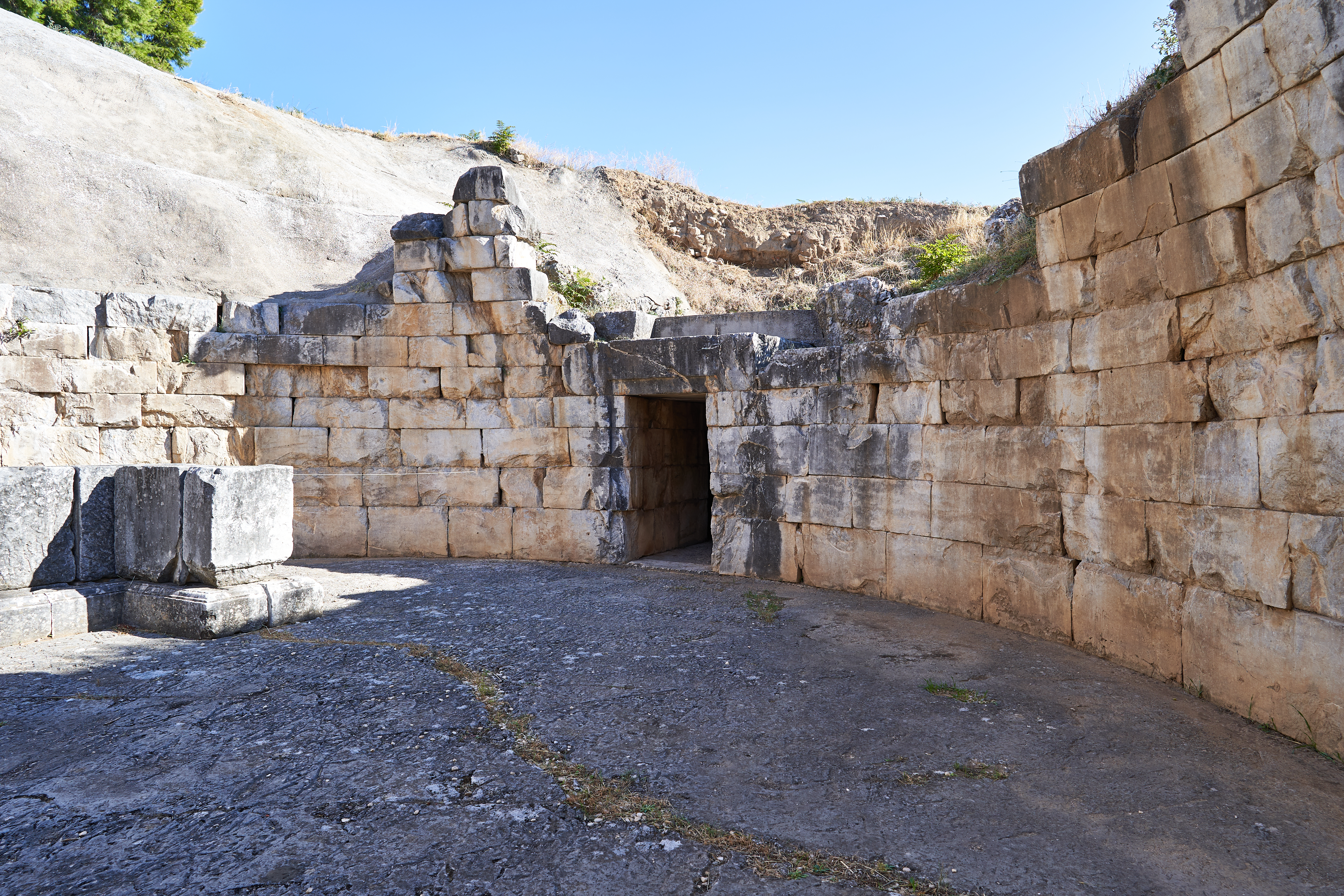
Tombe mycénienne dite « de Minyas » à Orchomène, la cité fondée par Andréos.

Dans la mythologie grecque, Andréos, Andréus ou Andrée (en grec ancien Άνδρεύς / Andréus), fils du dieu fleuve Pénée, est le fondateur et premier roi de la cité d'Orchomène en Béotie.

## Famille
Andréos était le fils du dieu fleuve Pénée avec une compagne inconnue. Avec Evippe, fille de Leucon, Andros eut un fils nommé Étéocle (en), son successeur, et par lui le grand-père de Minyas, lui aussi donné comme fondateur et premier roi d'Orchomène.

## Mythologie
Andréos est le fondateur et premier roi de la cité d'Orchomène en Béotie. Le district autour d'Orchomène, Andréis, lui devait son nom
Selon la Diodore de Sicile, l'île grecque d'Ándros tire son nom d'Andréos, à qui Rhadamanthe a aurait laissé le contrôle de l'île. Il n'est pas certain toutefois qu'il s'agisse du même Andréos ou d'un homonyme.

## Sources
1. 1 2 3 4  Pausanias, Description de la Grèce [détail des éditions] [lire en ligne], IX, 34, 6.
2. ↑  Pausanias, 9.34.9–35.1
3. ↑  Diodore de Sicile, Bibliothèque historique [détail des éditions] [lire en ligne], V, 79